# 蒙瓦莱
蒙瓦莱（義大利語：Monvalle），是意大利瓦雷泽省的一个市镇。总面积4平方公里，人口1963人，人口密度490.8人/平方公里（2009年）。国家统计（ISTAT）代码为012104。